# El Cocal
El Cocal es un corregimiento ubicado en el distrito de Las Tablas en la provincia panameña de Los Santos. En el año 2023 tenía una población de 2,333 habitantes y una densidad poblacional de 275 personas por km².

## Toponimia y gentilicio
La toponimia de "El Cocal" está relacionada con la vegetación característica de la región. El nombre "Cocal" proviene de la palabra "coco," que se refiere a la planta de coco, una palma que produce el fruto del mismo nombre. En muchas áreas de América Latina, un "cocal" se refiere a un lugar donde crecen cocoteros, es decir, un terreno o plantación de cocos. En este sentido, el nombre de El Cocal en el distrito de Las Tablas probablemente se originó porque en esa área había una abundancia de cocoteros o era un lugar asociado con la producción de cocos, lo que motivó a los pobladores a denominarlo de esa manera. Los nombres de lugares basados en la vegetación local son comunes en la toponimia rural de Panamá y otras partes de América Latina. A las personas que viven aquí se les conoce como “cocaleños”.

## Geografía física
De acuerdo con los datos del INEC el corregimiento posee un área de 264,2 km². Posee dos cerros de poca altitud y una quebrada.

## Demografía
De acuerdo con el censo del año 2010, el corregimiento tenía una población de unos 1.889 habitantes. La densidad poblacional era de 264,2 habitantes por km². 